# فرایند فلر
در نظریه احتمالات مربوط به فرایندهای تصادفی، فرایند فلر یک نوع خاص از فرایند مارکف است.

## تعاریف
X را یک فضای توپولوژیک به صورت محلی فشرده و با پایگاه قابل شمارش (به انگلیسی: LCCB) و (C0(X را فضای توابع همه مقادیر حقیقی پیوسته روی X در نظر بگیرید که با میل کردن ||X|| به بینهایت، (C0(X  صفر شود.
نیم گروه فلر بر روی (C0(X، یک مجموعه به صورت Tt}t ≥ 0 } از (C0(X به خودش است به طوریکه:
- ||Ttf || ≤ ||f || برای تمام t ≥ 0 و f در(C0(X
- خاصیت نیم گروه: Tt + s = Tt oTs برای همه sهای t ≥ ۰;
- limt → 0||Ttf − f || = 0 برای هر f در(C0(X. با استفاده از خواص نیم گروه، این عبارت معادل آن است که Ttf برای هر t در بازه صفر تا بینهایت از راست برای f پیوسته باشد.

تابع گذر فلر تابع احتمال انتقال مرتبط با نیم گروه فلر است.
فرایند فلر یک فرایند مارکوف است که تابع انتقال آن، تابع انتقال فلر باشد.

## مولد
می‌توان فرایندهای فلر (یا نیم گروه‌های انتقال) را مولد بینهایت کوچک آن توصیف کرد. می گوییم یک تابع f در C0 در دامنه مولد است اگر حد یکنواخت آن موجود باشد.
{\displaystyle A_{f}=\textstyle \lim _{t\to 0}\displaystyle {\frac {T_{t}f-f}{t}}}
اپراتور A مولد Tt است.

## حل
حل فرایندهای فلر (یا نیم گروه) از طریق مجموعه {\displaystyle (R_{\lambda })_{\lambda >0}} انجام می‌شود به طوریکه:
{\displaystyle R_{\lambda }f=\int _{0}^{\infty }e^{\lambda t}T_{t}fdt}
می‌توان نشان داد که تساوی زیر برای رابطه بالا برقرار است:
{\displaystyle R_{\lambda }R_{\mu }=R_{\mu }R_{\lambda }=(R_{\mu }-R_{\lambda })/(\lambda -\mu )}
علاوه بر این برای هر ثابت λ > 0 تصویرRλ برابر است با دامنه DA مولد A و:
{\displaystyle R_{\lambda }=(\lambda -A)^{-1}}
{\displaystyle A=\lambda -R_{\lambda }^{-1}}

## نمونه
- حرکت براونی و فرایند پواسون نمونه‌هایی از فرایندهای فلر هستند. به طور کلی هر [ فرایند لوی] یک فرایند فلر است.
- فرایندها ی بسل از نوع فرایندهای فلر هستند.
- حل معادلات دیفرانسیل تصادفی با استفاده از ضرایب لاپلاسین پیوسته فرایند فلر است.
- هر فرایند فلر خاصیت قوی مارکوف را ارضا می‌کند.